# Francisco J. Mújica (Huimanguillo)
Francisco J. Mújica es una localidad del municipio de Huimanguillo ubicado en la subregión de la Chontalpa del estado mexicano de Tabasco.

## Geografía
La localidad de Francisco J. Mújica se sitúa en las coordenadas geográficas 17°22′23″N 93°38′55″O / 17.373056, -93.648611, a una elevación de 425 metro sobre el nivel del mar.

## Demografía
Según el Conteo de Población y Vivienda 2020, efectuado por el Instituto Nacional de Estadística y Geografía, la localidad de Francisco J. Mújica tiene 495 habitantes, de los cuales 238 son del sexo masculino y 257 del sexo femenino. Su tasa de fecundidad es de 3.37 hijos por mujer y tiene 104 viviendas particulares habitadas.
| Gráfica de evolución demográfica de Francisco J. Mújica entre 1990 y 2020 |
|                                                                           |
| INEGI.                                                                    |